# Marseille-en-Beauvaisis
Pour des articles sur des personnes ou des lieux portant le nom ou le patronyme Marseille, voir Marseille (homonymie).
Marseille-en-Beauvaisis est une commune française située dans le département de l'Oise en région Hauts-de-France.

## Géographie

### Localisation
Comme son nom le suggère, la commune est un bourg rural du Beauvaisis situé à 19 km au nord-ouest de Beauvais et 845 km au nord-ouest de Marseille, dans une vallée du Plateau picard, au confluent de l'Herboval et du Petit Thérain, sous-affluent de l'Oise.
Elle se trouve dans l'aire d'attraction de Beauvais et dans sa zone d'emploi, ainsi que dans le bassin de vie de Grandvilliers.

### Communes limitrophes
Les communes limitrophes sont Achy, Fontaine-Lavaganne, Grémévillers, Haute-Épine, Rothois et Roy-Boissy.
|              | Fontaine-Lavaganne      | Rothois     |
| Roy-Boissy   | Marseille-en-Beauvaisis | Haute-Épine |
| Grémévillers |                         | Achy        |

### Géologie et relief
La superficie de la commune est de 8,26 km2 ; son altitude varie de 105  à   187 mètres.
Louis Graves indiquait en 1833 que  « Le territoire de Marseille est divisé par là vallée du Thérinet et par plusieurs ravins qui s'ouvrebt dans cette vallée, et qui rendent la superficie de la commune inégale et montueuse. Le chef-lieu est placé à-peu-près au centre du:territoire, sur la déclivité d'un coteau. la route royale qui le traverse forme. une large rue à laquelle aboutissent quelques autres rues étroites et courbes, dont l'ensemble constitue le bourg. La rivière: d'Herboval court à l'est de ce bourg, qu'elle coupe à son extrémité mpéridionale pour se réunir au Thérinet au-dessous des dernières maisons. Le chef-lieu se trouve ainsi compris entre les deux rivières ».

### Hydrographie

#### Réseau hydrographique

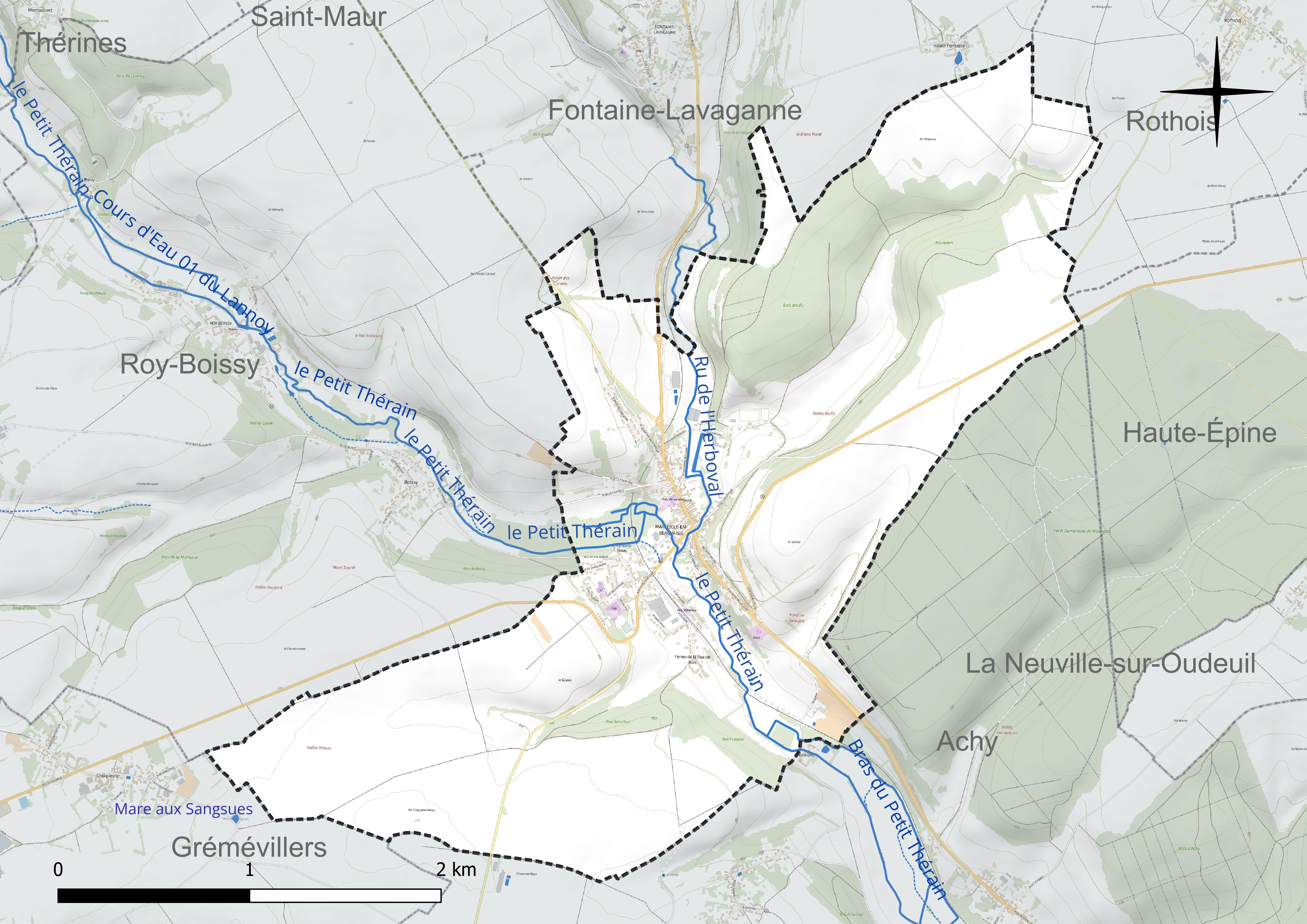
Réseau hydrographique de Marseille-en-Beauvaisis.

La commune est située dans le bassin Seine-Normandie.
Elle est drainée par le Petit Therain, le ru de l'Herboval et divers bras du Petit Thérain,,.
Le Petit Thérain, d'une longueur de 21 km, prend sa source dans la commune de Omécourt et se jette  dans le Thérain à Milly-sur-Thérain, après avoir traversé huit communes. Les caractéristiques hydrologiques du Petit Thérain sont données par la station hydrologique située sur la commune de Saint-Omer-en-Chaussée. Le débit moyen mensuel est de 1,52 m3/s. Le débit moyen journalier maximum est de 4,91 m3/s, atteint lors de la crue du 7 avril 2001. Le débit instantané maximal est quant à lui de 5,27 m3/s, atteint le même jour.

#### Gestion et qualité des eaux
Le territoire communal est couvert par le schéma d'aménagement et de gestion des eaux (SAGE) « Sensée ». Ce document de planification concerne un territoire de 1 219 km2 de superficie, délimité par le bassin versant du Thérain. Le périmètre a été arrêté le 27 janvier 2023 et le SAGE proprement dit est, en 2024, en cours d'élaboration. La structure porteuse de l'élaboration et de la mise en œuvre est le syndicat intercommunal de la Vallée du Thérain (SIVT).
La qualité des cours d'eau peut être consultée sur un site dédié géré par les agences de l'eau et l'Agence française pour la biodiversité.

### Climat
Pour des articles plus généraux, voir Climat des Hauts-de-France et Climat de l'Oise.
En 2010, le climat de la commune est de type climat océanique dégradé des plaines du Centre et du Nord, selon une étude du CNRS s'appuyant sur une série de données couvrant la période 1971-2000. En 2020, Météo-France publie une typologie des climats de la France métropolitaine dans laquelle la commune est exposée à un climat océanique et est dans la région climatique Nord-est du bassin Parisien, caractérisée par un ensoleillement médiocre, une pluviométrie moyenne régulièrement répartie au cours de l'année et un hiver froid (3 °C).
Pour la période 1971-2000, la température annuelle moyenne est de 10,1 °C, avec une amplitude thermique annuelle de 13,9 °C. Le cumul annuel moyen de précipitations est de 773 mm, avec 12,1 jours de précipitations en janvier et 8,5 jours en juillet. Pour la période 1991-2020, la température moyenne annuelle observée sur la station météorologique la plus proche, située sur la commune de Saint-Arnoult à 12 km à vol d'oiseau, est de 10,4 °C et le cumul annuel moyen de précipitations est de 797,2 mm,. Pour l'avenir, les paramètres climatiques de la commune estimés pour 2050 selon différents scénarios d'émission de gaz à effet de serre sont consultables sur un site dédié publié par Météo-France en novembre 2022.

### Milieux naturels et biodiversité
Les Bois et Larris de la Vallée Bailly, ou Les larris des Terres blanches, situés à proximité du stade de football, sont classés en zone Natura 2000. On y trouve une biodiversité importante, et notamment des orchidées sauvages et des papillons rouges, dont les ailes sont imbibées de cyanure, afin d'éviter les prédateurs,,.

## Urbanisme

### Typologie
Au 1er janvier 2024, Marseille-en-Beauvaisis est catégorisée bourg rural, selon la nouvelle grille communale de densité à sept niveaux définie par l'Insee en 2022.
Elle est située hors unité urbaine. Par ailleurs la commune fait partie de l'aire d'attraction de Beauvais, dont elle est une commune de la couronne,. Cette aire, qui regroupe 162 communes, est catégorisée dans les aires de 50 000 à moins de 200 000 habitants,.

### Occupation des sols

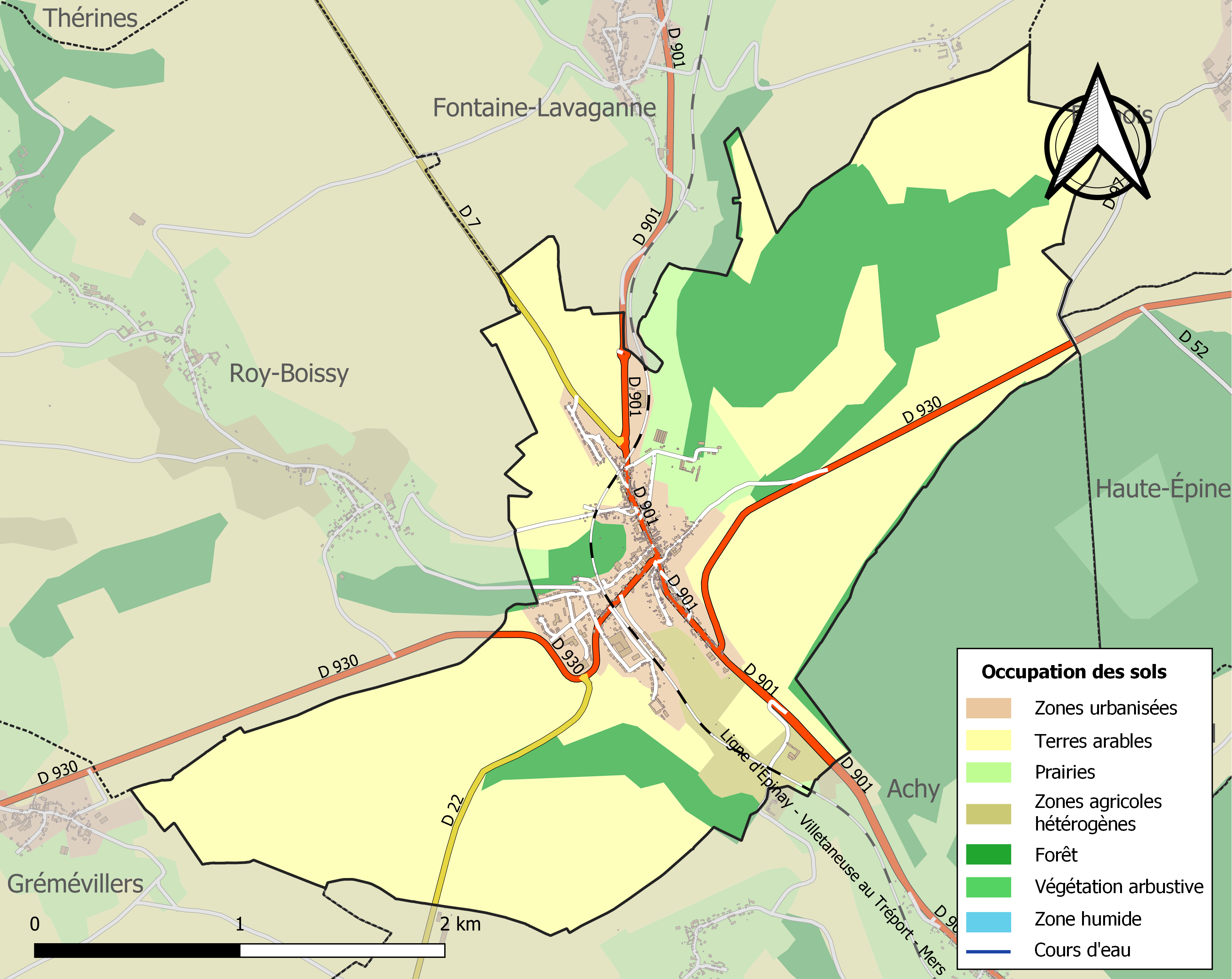
Carte des infrastructures et de l'occupation des sols de la commune en 2018 (CLC).

L'occupation des sols de la commune, telle qu'elle ressort de la base de données européenne d'occupation biophysique des sols Corine Land Cover (CLC), est marquée par l'importance des territoires agricoles (71,8 % en 2018), en diminution par rapport à 1990 (73,9 %).
La répartition détaillée en 2018 est la suivante : terres arables (64,7 %), forêts (19,7 %), zones urbanisées (8,4 %), prairies (4 %), zones agricoles hétérogènes (3,1 %).
L'évolution de l'occupation des sols de la commune et de ses infrastructures peut être observée sur les différentes représentations cartographiques du territoire : la carte de Cassini (XVIIIe siècle), la carte d'état-major (1820-1866) et les cartes ou photos aériennes de l'IGN pour la période actuelle (1950 à aujourd'hui).

### Habitat et logement
En 2021, le nombre total de logements dans la commune était de 653, alors qu'il était de 632 en 2016 et de 512 en 2011.
Parmi ces logements, 89,9 % étaient des résidences principales, 0,5 % des résidences secondaires et 9,5 % des logements vacants. Ces logements étaient pour 65 % d'entre eux des maisons individuelles et pour 34,8 % des appartements.
Le tableau ci-dessous présente la typologie des logements à Marseille-en-Beauvaisis en 2021 en comparaison avec celle de l'Oise et de la France entière. Une caractéristique marquante du parc de logements est ainsi la faible proportion des résidences secondaires et logements occasionnels (0,5 %) par rapport au département (2,4 %) et à la France entière (9,7 %).
| Typologie                                               | Marseille-en-Beauvaisis | Oise | France entière |
| ------------------------------------------------------- | ----------------------- | ---- | -------------- |
| Résidences principales (en %)                           | 89,9                    | 90,5 | 82,2           |
| Résidences secondaires et logements occasionnels (en %) | 0,5                     | 2,4  | 9,7            |
| Logements vacants (en %)                                | 9,5                     | 7    | 8,1            |

### Voies de communication et transports

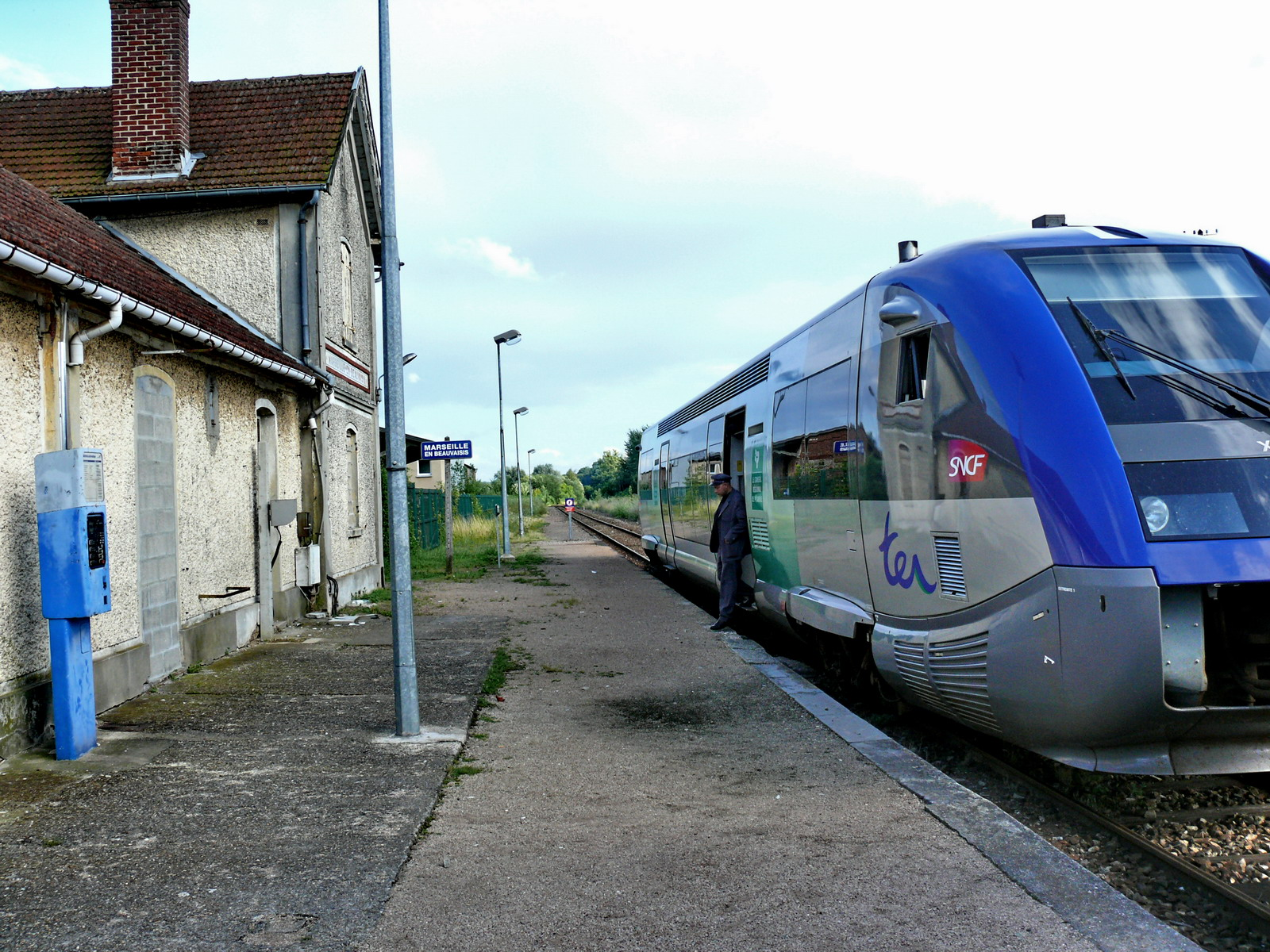
La gare.

Marseille-en-Beauvaisis est située au carrefour de deux axes routiers anciens : 
- la RD 930 (Rouen à La Capelle).
- par la RD 901, qui est un tracé de l'ancienne route nationale N° 1 (Paris - Dunkerque - frontière belge)

La gare de Marseille-en-Beauvaisis est desservie par des trains TER Hauts-de-France effectuant des missions entre les gares de Beauvais et d'Abancourt ou du Tréport - Mers. La ligne ferroviaire passe sous la partie ouest du bourg via un tunnel.
La commune est desservie, en 2023, par les lignes 6103, 6104 et 6113 du réseau interurbain de l'Oise.

## Toponymie
Le nom de la localité est attesté sous les formes Marsilloe (1086) ; Marseliae (1120) ; Marsilioe (1136) ; de Marselliis (1147) ; Marchelioe (1152) ; de Marsiliis (1153) ; prope Marsilias (1155) ; apud Marselias (1169) ; Marsilia (1170) ; apud Marselias super stratam publicam (1170) ; Marselles (vers 1173) ; de Marseliis (1177) ; Marseeles (vers 1178) ; Marseillioe (1190) ; Marseliœ (1190) ; Marseliœ supra stratam (XIIe) ; manerio de Marsellis (1219) ; Marselloe (1221) ; Marseilles (1221) ; Marceiles (vers 1250) ; Marseil (vers 1250) ; in molendino de Marsilis (1252) ; Marceilles (vers 1260) ; le vile de Marcelles (1303) ; Marseille (XIIIe) ; Marcelles (1316) ; Marseillez (1550) ; Marseille lès Achy (1570) ; Marseille en Beauvoisis (1580) ; eccl. de Marcellis (XVIe) ; Marseille le Petit (1620) ; Marseille en Beauvaisis (1931).
Le Beauvaisis, Bellovaci puis Beauvoisis, est un pays traditionnel de Picardie, au sud de l'Amiénois et au nord du Vexin français. Il a pour chef-lieu Beauvais.

## Histoire

### Moyen Âge
La localité est un ancien bourg fortifié, qui avait trois portes, Saint-Maur au nord, Saintes-Hosties à l'ouest et Saint-Michel, au sud.
Louis Graves indique « Marseille est un lieu ancien du Beauvaisis; il était possédé dès le douzième siècle par des gentilshommes du pays dont les noms sont conservés dans les titres des abbayes. 
Dans  la suite, le territoire se trouva divisé en plusieurs fiefs qui appartenaient à l'évêque de Beauvais, au chapitre ; à l'Hôtel-Dieu de Beauvais, à l'engagiste du comté de Clermont,.aux abbayes de Beaupré et de Lannoy
Le domaine principal échut, dans le treizième sièclé, à la maison de Pisseleu, qui posséda longtemps la terre de ce nom et celle de Fontaine-Lavaganne ».

### Temps modernes
Lors des Guerres de Religion, « La place de Marseille, qu'occupaient les ligueurs, fut pétardée et prise le 24 septembre 1591 par la garnison royaliste de Neufchâtel. Elle fut attaquée le 21 février 1593 et reprise par les ligueurs de Beauvais qui détruisirent ses murs. Les habitans demeurèrent exposés aux vexations des soldats qui battaient sans cesse la campagne, et qui, sans distinction de partis, mettaient, pour leur propre subsistance; les villages à contribution. Marseille se trouva tellement dévasté que, le 27 juillet 1594, le duc de Mayenne fut obligé, par ordonnance datée d'Amiens, d'accorder décharge de la taille aux malheureux habitants hors d'état de cultiver leurs terres ; les services rendus à la ligue par le sieur de Jars, seigneur du lieu, fiirent pris en considération pour préserver ses vassaux d'une ruine totale ».
Marseille-en-Beauvaisis est dévasté par une inondation causée par un orage en 1645.
Circonscriptions d'ancien régime
Circonscriptions religieuses sous l'Ancien Régime : Paroisse : Saint-Martin •
Doyenné : Montagne • 
Archidiaconé : Bray • 
Diocèse : Beauvais.
Circonscriptions administratives sous l'Ancien Régime : 
Intendance (1789): Paris • 
Élection (1789) : Beauvais • 
Grenier à sel (1789) : Grandvilliers • 
Coutume : Amiens et Clermont • 
Parlement :  Paris  • 
Bailliage : Beauvais et Clermont
Gouvernement : Île-de-France.

### Époque contemporaine
En 1818, Jean-Baptiste Boileau, directeur de la filature de laine de l'ancienne abbaye cistercienne de Beaupré, crée dans une maison rue du Chauffour un premier atelier de bonneterie, et qui comprend initialement une dizaine de métiers à tisser, est alors la seule unité industrielle textile du canton, organisée partout ailleurs en petites structures à domicile. L'activité, reprise par ses fils, bénéficie d'une solide réputation qui tient à la qualité de sa production, orientée vers des produits de choix, en laine et à mailles fines, dits à façon anglaise. En 1836 l'usine fonctionne avec une quinzaine de métiers pour la confection de bas à l'anglaise, en laine et en coton. En 1867, l'entreprise est déplacée dans les locaux de l'ancien hôtel de l'Épée, situé en bordure de la route nationale. En 1888, Théodore Boileau, petit-fils du fondateur, prend la tête de l'entreprise qu'il dirigera et développera jusqu'à sa mort en juillet 1931, malgré la crise du secteur de la bonneterie qui apparaît après la Première Guerre mondiale. En 1888, quarante métiers circulaires remplacent les vieux métiers français, ou métiers droits et l'entreprise emploie en 1900 170 personnes dont un tiers à domicile. En 1900, une machine à vapeur Gautreau de Dourdan (Yvelines) est installée sur le site, puis les ateliers de production sont agrandis en 1925 par l'annexion de la ferme voisine de la rue du Moulin. L'usine est fermée en 1970.
Le Moulin de Taussac, qui dépendait de Roy-Boissy, a été rattaché à la commune de Marseille-en-Beauvaisis en 1830.
En 1833, « Marseille, considéré dans son ensemble, parait une petite ville ; quoique son étendue ne dépasse pas celle d'un village ordinaire. Les maisons qui bordent la grande route sont construites avec la solidité et le goût propres aux habitations urbaines ; un large pont de pierre sur le ruisseau d'Herboval, une balle couverte, l'établissement de la poste aux chevaux, plusieurs auberges.de.belle apparence contribuent à l'embellissement de ce bourg, et lui donnent l'aspect animé des lieux populeux et commerçants ». Il y a alors dans la commune un marché et des foires. Deux moulins à eau, un moulin à vent, deux fours à chaux, plusieurs tanneries et mégisseries y sont exploitées
Lors de la mise en service du tronçon de Beauvais à Abancourt de la Ligne d'Épinay - Villetaneuse au Tréport - Mers avec creusement d'un tunnel double long de 538 m passant sous une partie du bourg, la gare de Marseille-en-Beauvaisis est mise en service en 1875 par la compagnie des chemins de fer du Nord, facilitant les déplacements des personnes et le transport des marchandises.

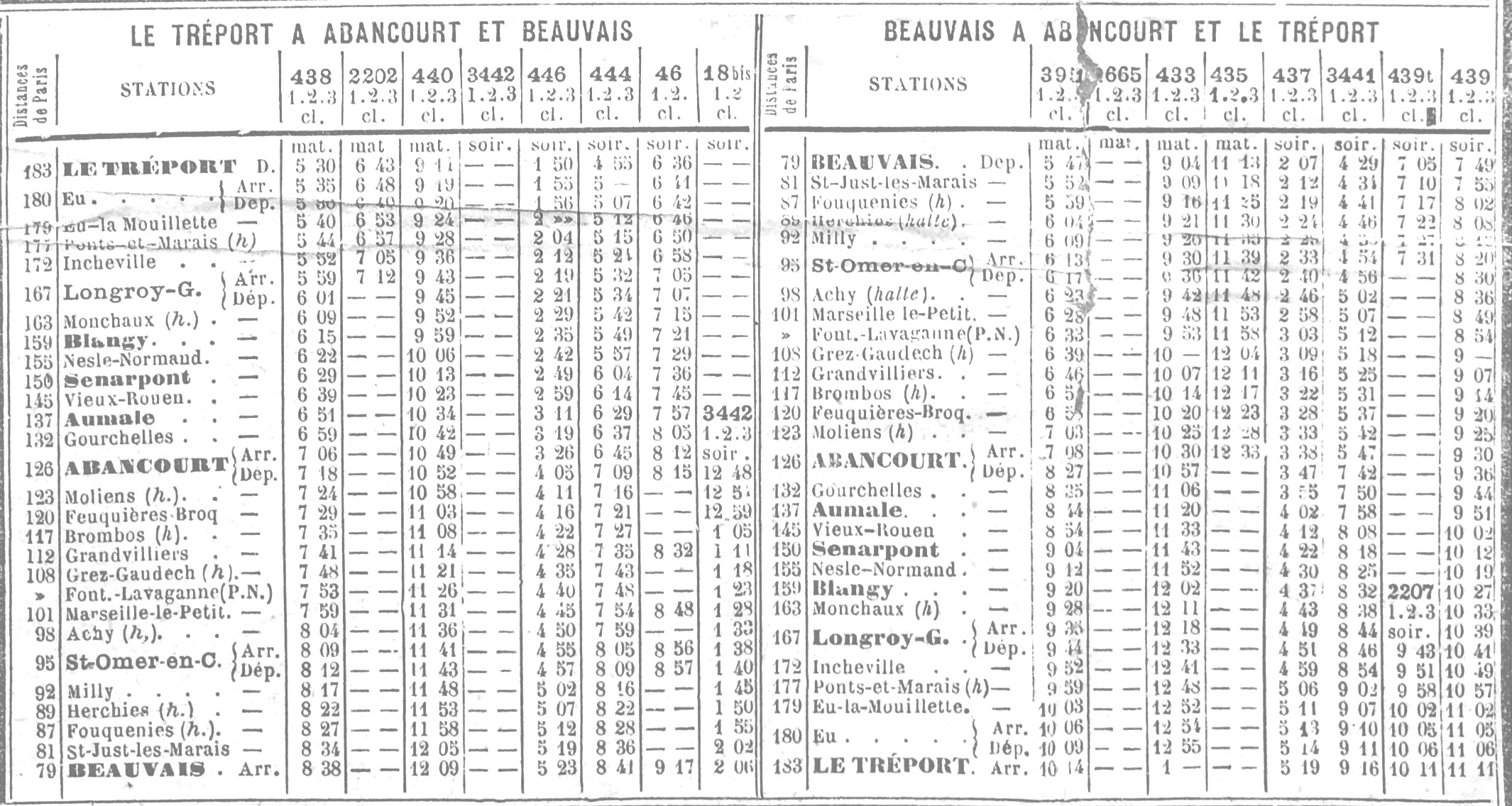
Horaires de la ligne en 1890. La gare est alors dénommée Marseille-le-Petit.
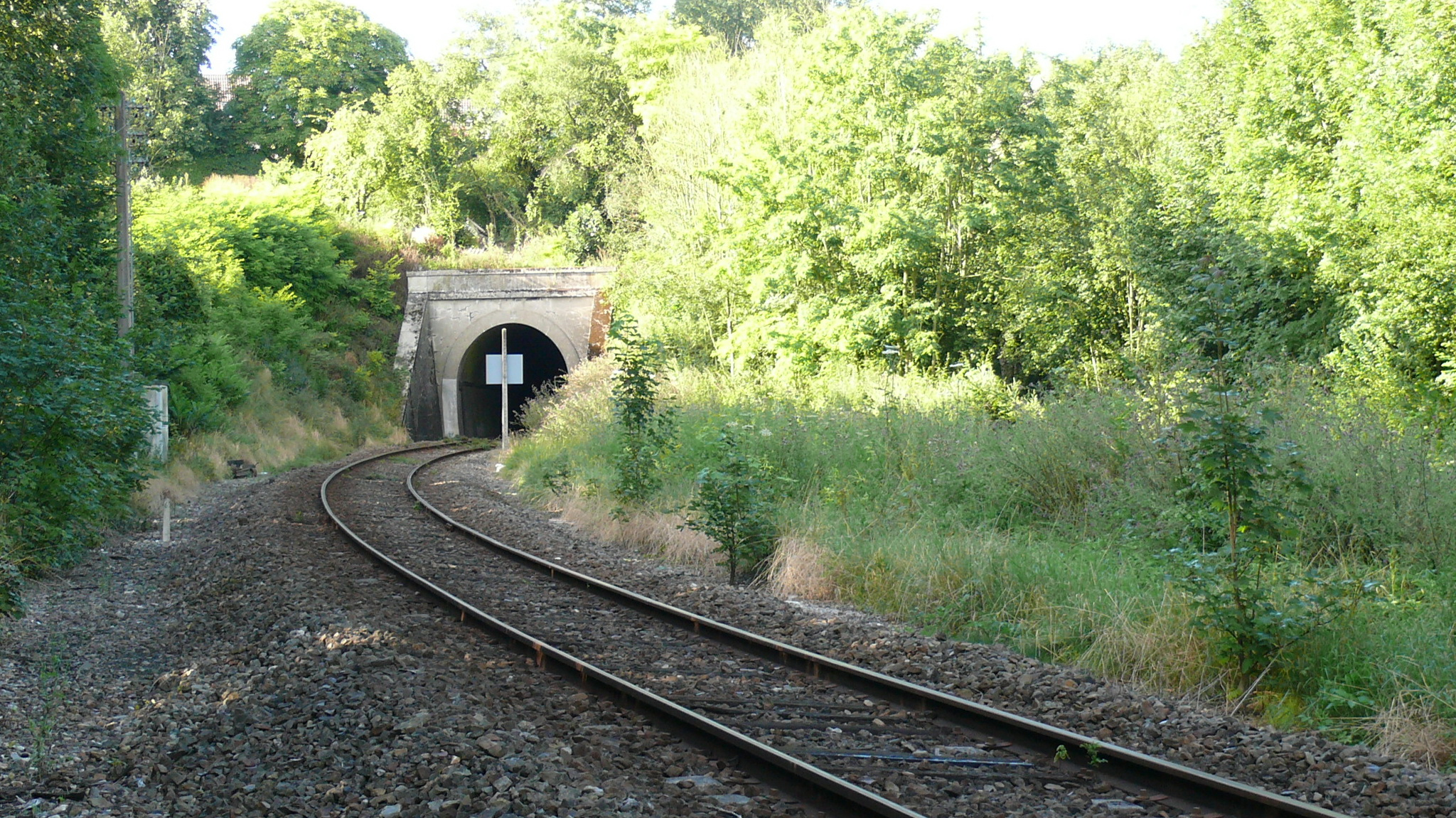
L'entrée du tunnel en service.

Marseille-en-Beauvaisis au tout début du XXe siècle
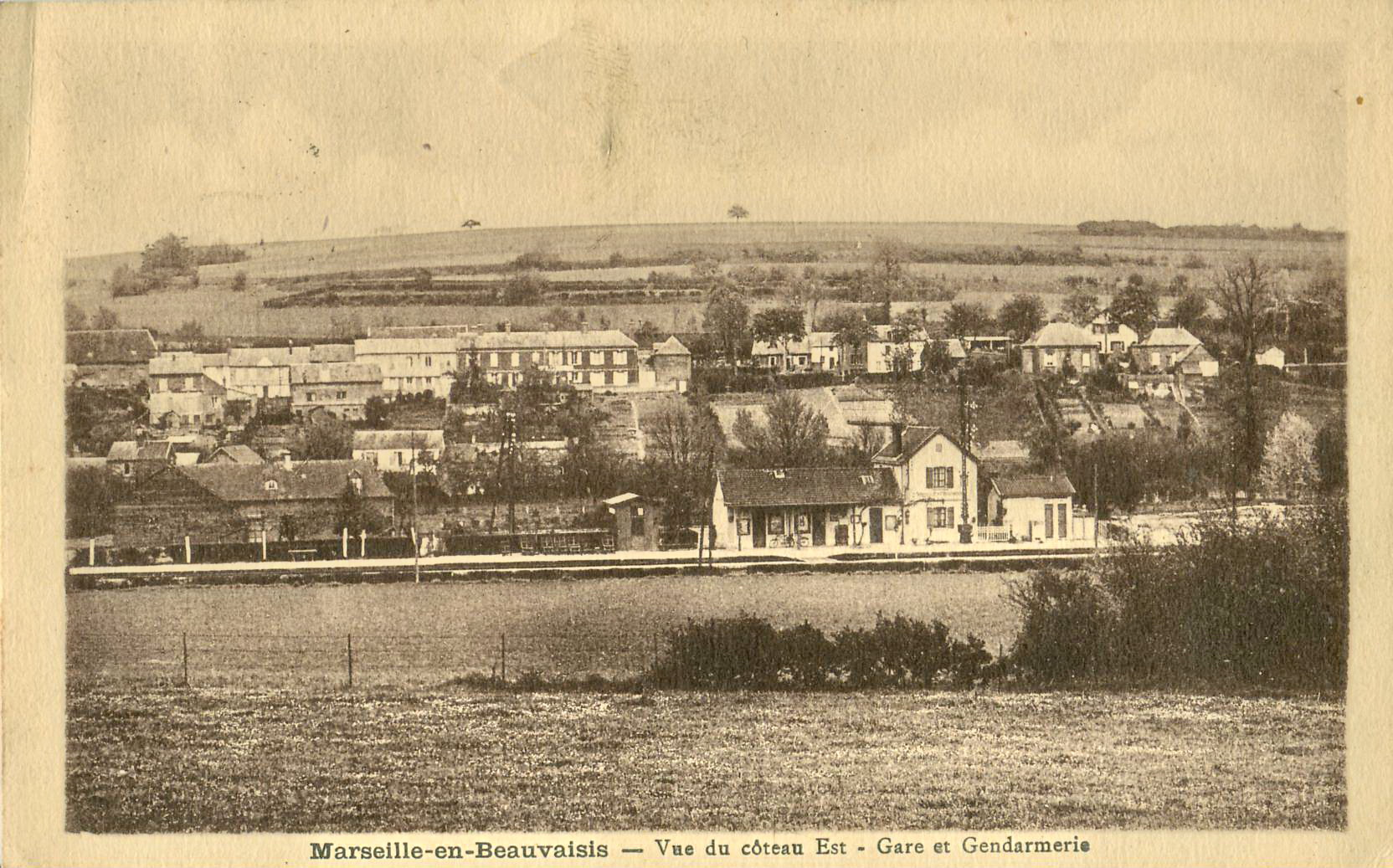
Vue générale du coteau est - gare et gendarmerie.
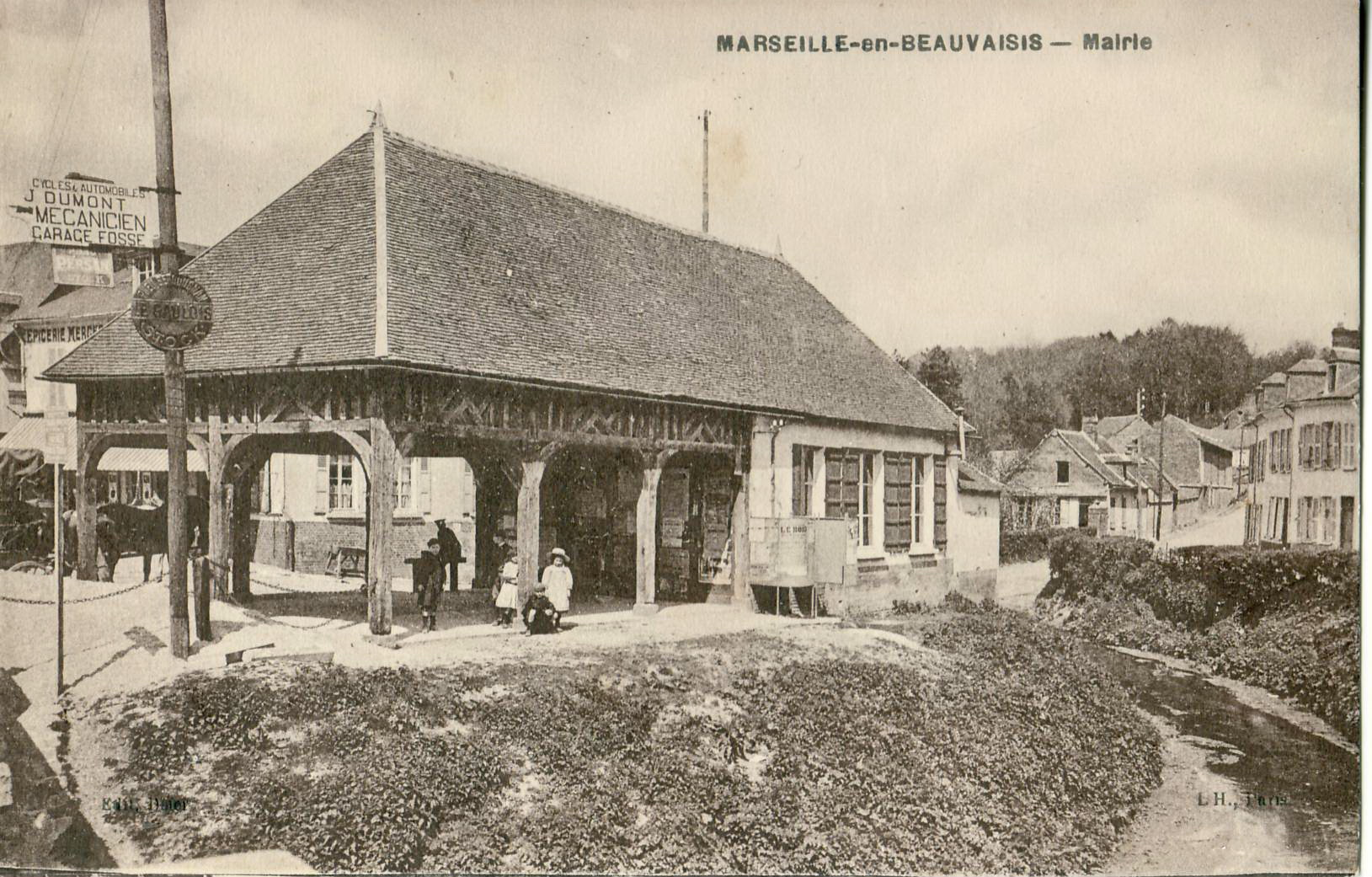
La Halle de Marseille-en-Beauvaisis sert alors de mairie.
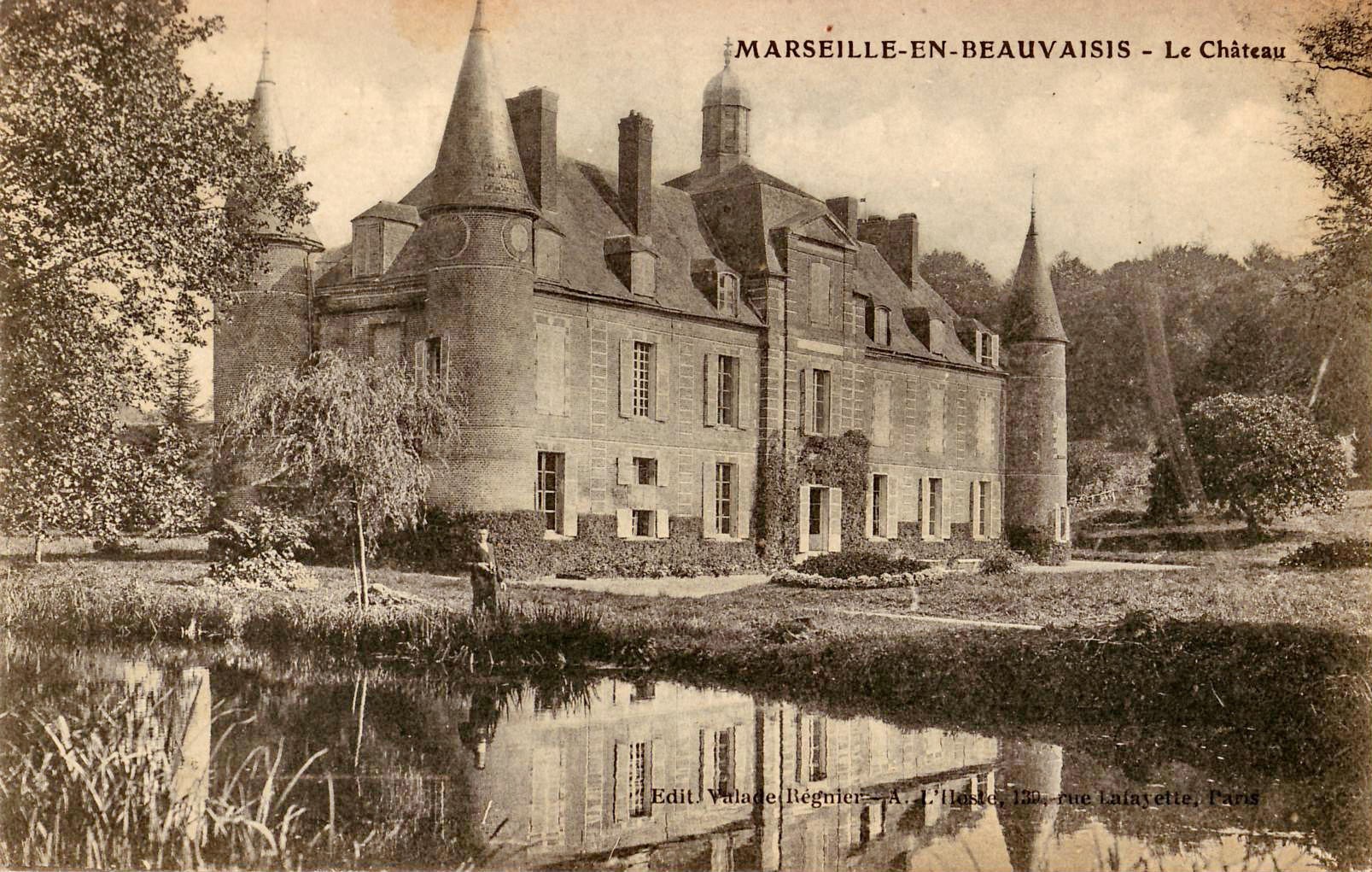
Le château.
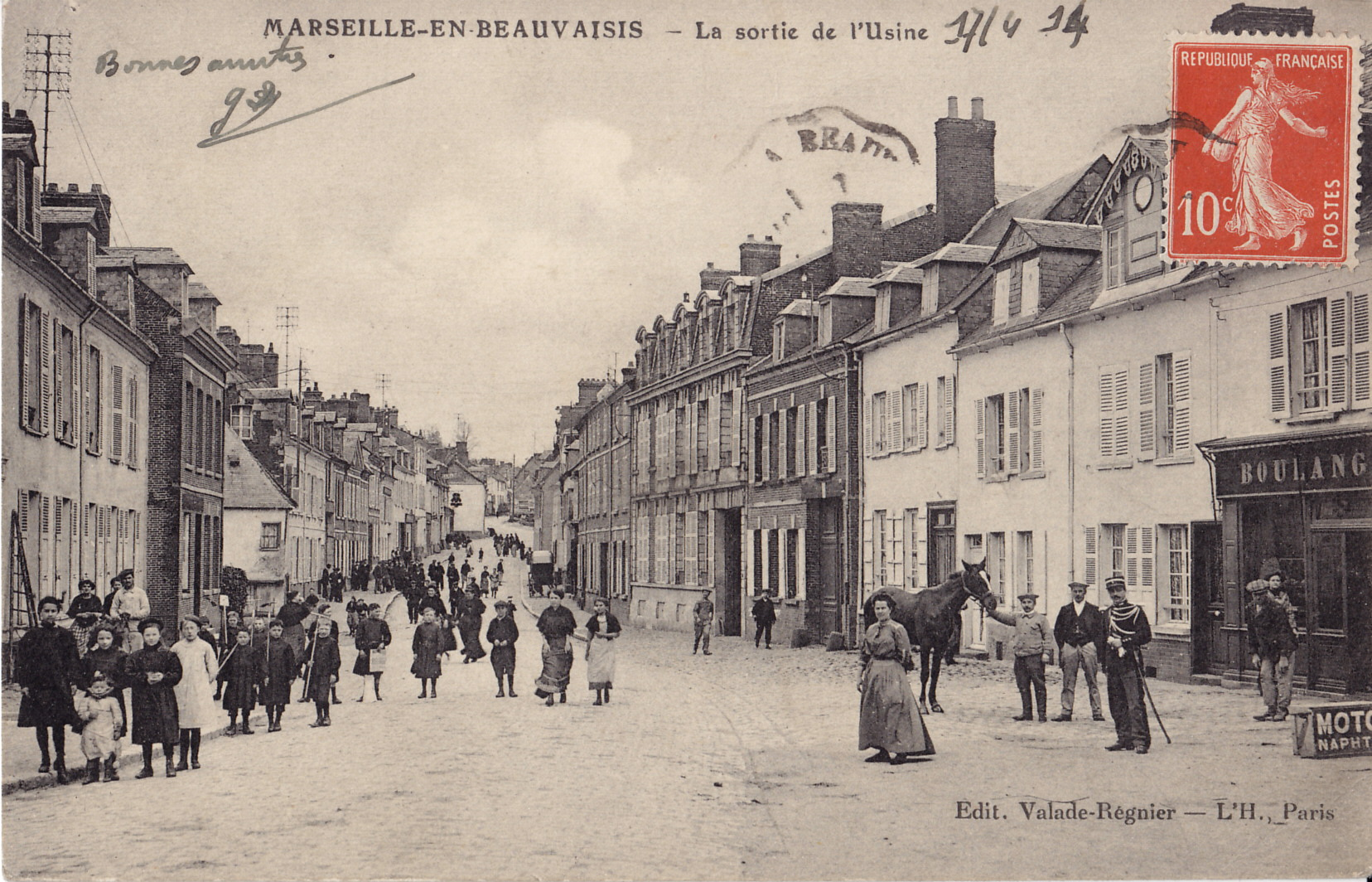
La rue principale à l'heure de sortie des ouvriers de l'usine.
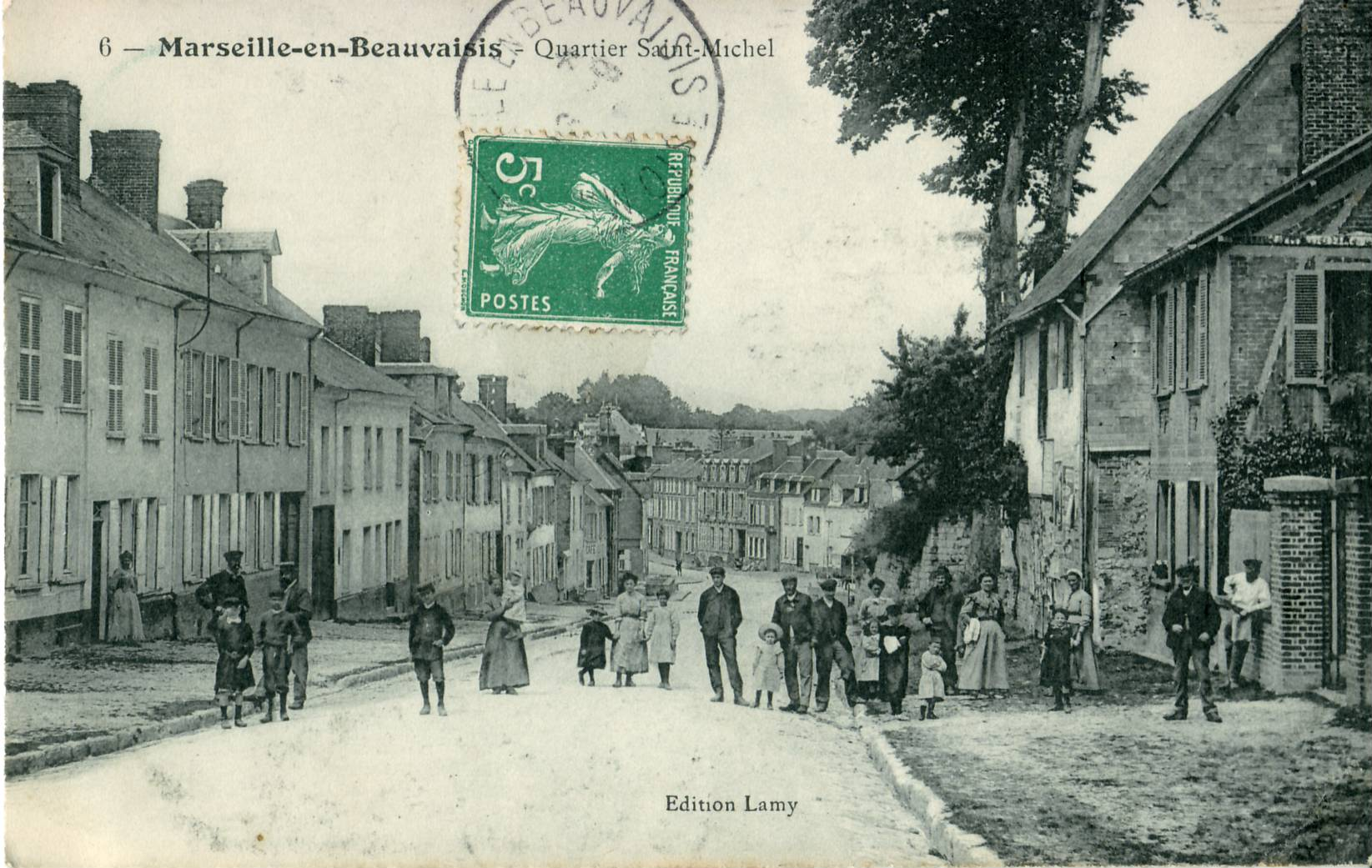
Le quartier Saint-Michel.
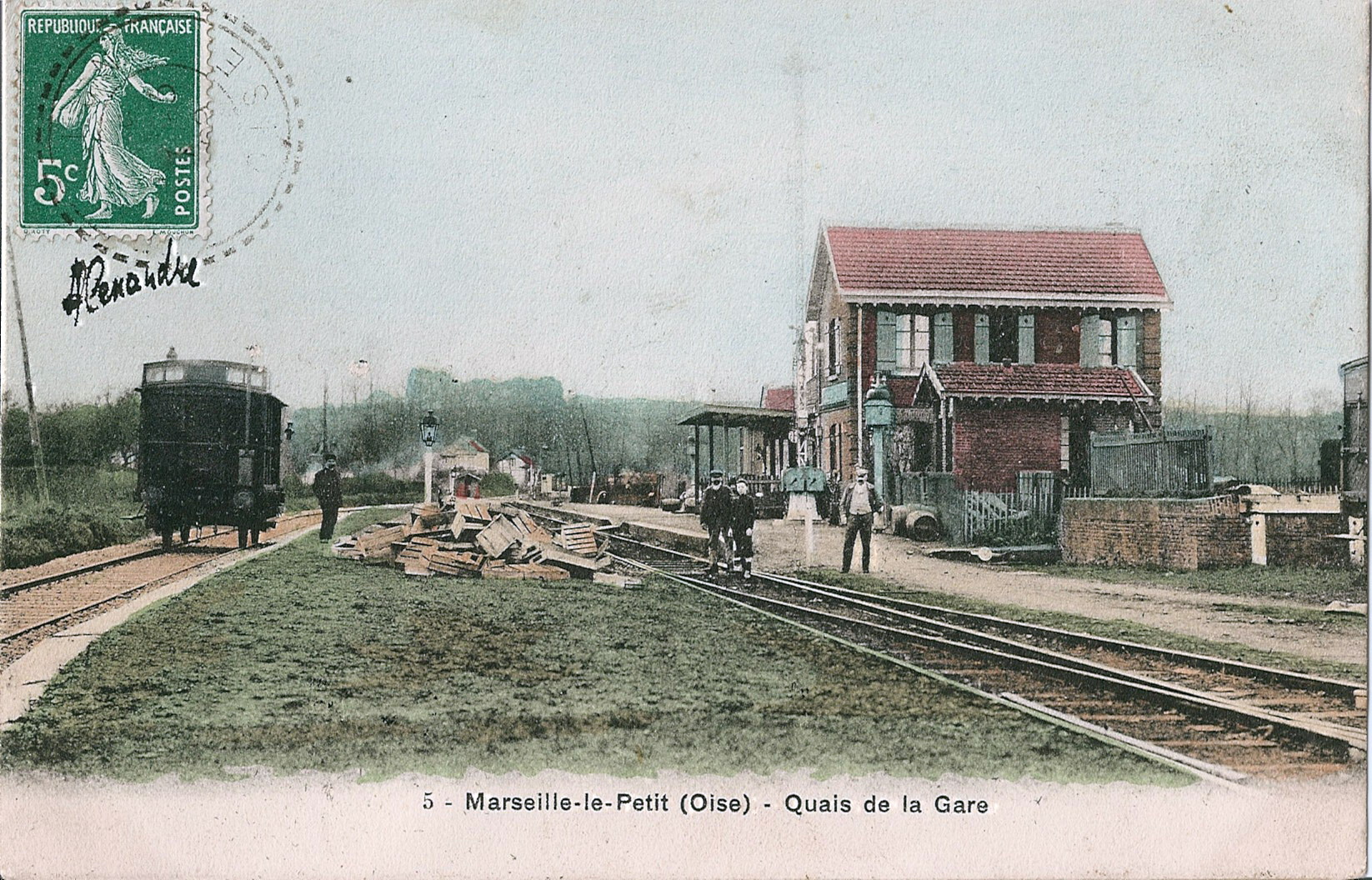
La gare.

La commune, qui s'appelait Marseille depuis la Révolution (et souvent désignée Marseille-le-Petit), est renommée Marseille-en-Beauvaisis en 1908.

## Politique et administration

### Rattachements administratifs et électoraux

#### Rattachements administratifs
La commune se trouve dans l'arrondissement de Beauvais du département de l'Oise.
Elle était depuis 1793 le chef-lieu du canton de Marseille-en-Beauvaisis. Dans le cadre du redécoupage cantonal de 2014 en France, cette circonscription administrative territoriale a disparu, et le canton n'est plus qu'une circonscription électorale.

#### Rattachements électoraux
Pour les élections départementales, la commune fait partie depuis 2014 du canton de Grandvilliers.
Pour l'élection des députés, elle fait partie depuis 1988 de la première circonscription de l'Oise.

### Intercommunalité
La commune est membre depuis 1997 de la communauté de communes de la Picardie verte, qui succède à plusieurs SIVOM, dont celui de Marseille-en-Beauvaisis, dont la commune était déjà adhérente.

### Liste des maires
| Période                                  | Période                        | Identité                        | Étiquette   | Qualité |
| ---------------------------------------- | ------------------------------ | ------------------------------- | ----------- | --- |
| Les données manquantes sont à compléter. |                                |                                 |             | |
|                                          |                                |                                 |             | |
| 1878 ou avant                            |                                | Marie-Augustin-Ferdinand Masson |             | |
|                                          |                                |                                 |             | |
| 1912                                     |                                | Émile Altete                    |             | Propriétaire Membre de la Société académique de l’Oise Chevalier des Palmes académiques                                                      |
|                                          |                                |                                 |             | |
| 1983                                     | mars 2001                      | Maurice Vandeermersch           |             | |
| mars 2001                                | mai 2020,                      | M. Marie Dubut                  | PS puis DVG | Instituteur retraité et secrétaire de mairie.                                                                                                |
| mai 2020,                                | janvier 2022,                  | Sandrine Cirier                 |             | Employée civile ou agent de service de la fonction publique Mandat écourté par la démission d'une partie du conseil municipal, dont la maire |
| janvier 2022                             | En cours (au 10 décembre 2024) | Isabelle Dubut                  |             | Cadre retraitée, femme de M. Marie Dubut |

## Équipements et services publics

### Enseignement
Les enfants de la commune sont scolarisés à l'école primaire et élémentaire  Marie-Curie, doté en 2024 d'un verger pédogigique.
Ils poursuivent leurs études au collège Phileas-Lebesgue, qui accueille en 2023-2024 environ 560 élèves,.

### Santé et solidarité
En 2024, quatre médecins sont installés à Marseille-en-Beauvaisis, dont trois sont proches de la retraite. L'intercommunalité envisage de péreniser l'offre de soins et de rendre plus attractif le bourg, de créer une maison de santé.
La commune dispose d'un centre social, dont l'activité rayonne sur 19 communes, soit environ 9 500 habitants et qui propose des services dans les secteurs de la vie pratique, de l'enfance, de la jeunesse, de la famille, des seniors et du portage de repas.
La maison de retraite, implantée dans la Maison Bléry et vétuste, incapable de financer sa rénovation, a fermé en 2024,.

## Population et société

### Démographie
Les habitants sont appelés les Marseillois.

#### Évolution démographique
L'évolution du nombre d'habitants est connue à travers les recensements de la population effectués dans la commune depuis 1793. Pour les communes de moins de 10 000 habitants, une enquête de recensement portant sur toute la population est réalisée tous les cinq ans, les populations de référence des années intermédiaires étant quant à elles estimées par interpolation ou extrapolation. Pour la commune, le premier recensement exhaustif entrant dans le cadre du nouveau dispositif a été réalisé en 2007.

En 2022, la commune comptait 1 426 habitants, en évolution de −3,26 % par rapport à 2016 (Oise : +0,87 %, France hors Mayotte : +2,11 %).
| 1793 | 1800 | 1806 | 1821 | 1831 | 1836 | 1841 | 1846 | 1851 |
| ---- | ---- | ---- | ---- | ---- | ---- | ---- | ---- | ---- |
| 614  | 590  | 623  | 705  | 773  | 817  | 868  | 855  | 838  |

| 1856 | 1861 | 1866 | 1872 | 1876 | 1881 | 1886 | 1891 | 1896 |
| ---- | ---- | ---- | ---- | ---- | ---- | ---- | ---- | ---- |
| 829  | 803  | 778  | 782  | 790  | 735  | 715  | 704  | 754  |

| 1901 | 1906 | 1911 | 1921 | 1926 | 1931 | 1936 | 1946 | 1954 |
| ---- | ---- | ---- | ---- | ---- | ---- | ---- | ---- | ---- |
| 707  | 724  | 725  | 773  | 751  | 789  | 707  | 795  | 741  |

| 1962 | 1968 | 1975 | 1982 | 1990 | 1999 | 2006  | 2007  | 2012  |
| ---- | ---- | ---- | ---- | ---- | ---- | ----- | ----- | ----- |
| 698  | 727  | 889  | 955  | 973  | 954  | 1 132 | 1 157 | 1 355 |

| 2017  | 2022  | - | - | - | - | - | - | - |
| ----- | ----- | - | - | - | - | - | - | - |
| 1 482 | 1 426 | - | - | - | - | - | - | - |

#### Pyramide des âges
La population de la commune est relativement jeune.
En 2018, le taux de personnes d'un âge inférieur à 30 ans s'élève à 43,3 %, soit au-dessus de la moyenne départementale (37,3 %). À l'inverse, le taux de personnes d'âge supérieur à 60 ans est de 20,4 % la même année, alors qu'il est de 22,8 % au niveau départemental.
En 2018, la commune comptait 743 hommes pour 733 femmes, soit un taux de 50,34 % d'hommes, légèrement supérieur au taux départemental (48,89 %).
Les pyramides des âges de la commune et du département s'établissent comme suit.
| Hommes | Classe d’âge | Femmes |
| ------ | ------------ | ------ |
| 0,5    | 90 ou +      | 2,6    |
| 6,6    | 75-89 ans    | 7,2    |
| 12,1   | 60-74 ans    | 11,6   |
| 18,0   | 45-59 ans    | 16,1   |
| 17,6   | 30-44 ans    | 21,0   |
| 18,2   | 15-29 ans    | 17,9   |
| 26,9   | 0-14 ans     | 23,5   |

| Hommes | Classe d’âge | Femmes |
| ------ | ------------ | ------ |
| 0,5    | 90 ou +      | 1,4    |
| 5,5    | 75-89 ans    | 7,6    |
| 15,6   | 60-74 ans    | 16,3   |
| 20,8   | 45-59 ans    | 20     |
| 19,4   | 30-44 ans    | 19,4   |
| 17,6   | 15-29 ans    | 16,2   |
| 20,6   | 0-14 ans     | 19,1   |

### Cultes
Les fidèles catholiques de Marseille-en-Beauvaisis étaient regroupés au sein de la paroisse Saint Lucien du Haut-Beauvaisis. Celle-ci fusionne en 2024 avec celle de Notre-Dame de Picardie Verte pour former la paroisse du Cœur immaculé de Marie en Picardie Verte, qui rayonne ainsi sur plus de 80 communes et près de 30 000 habitants.

## Économie

### Commerces
Le bourg, où ne subsistaient, en 2015, qu'une boulangerie et une supérette, voit l'ouverture, en janvier 2016, d'un supermarché Intermarché de 1800 m² et une station-service.

## Culture locale et patrimoine

### Lieux et monuments
- Église Saint-Martin du XIIIe siècle, à la voute lambrissée de châtaignier en forme de carène de navire.
Elle conserve une armure de François Ier, une armoire sculptée de style Renaissance, des statues de la Vierge du XVIIe siècle et de saint Bernard[53].

L'église Saint-Martin
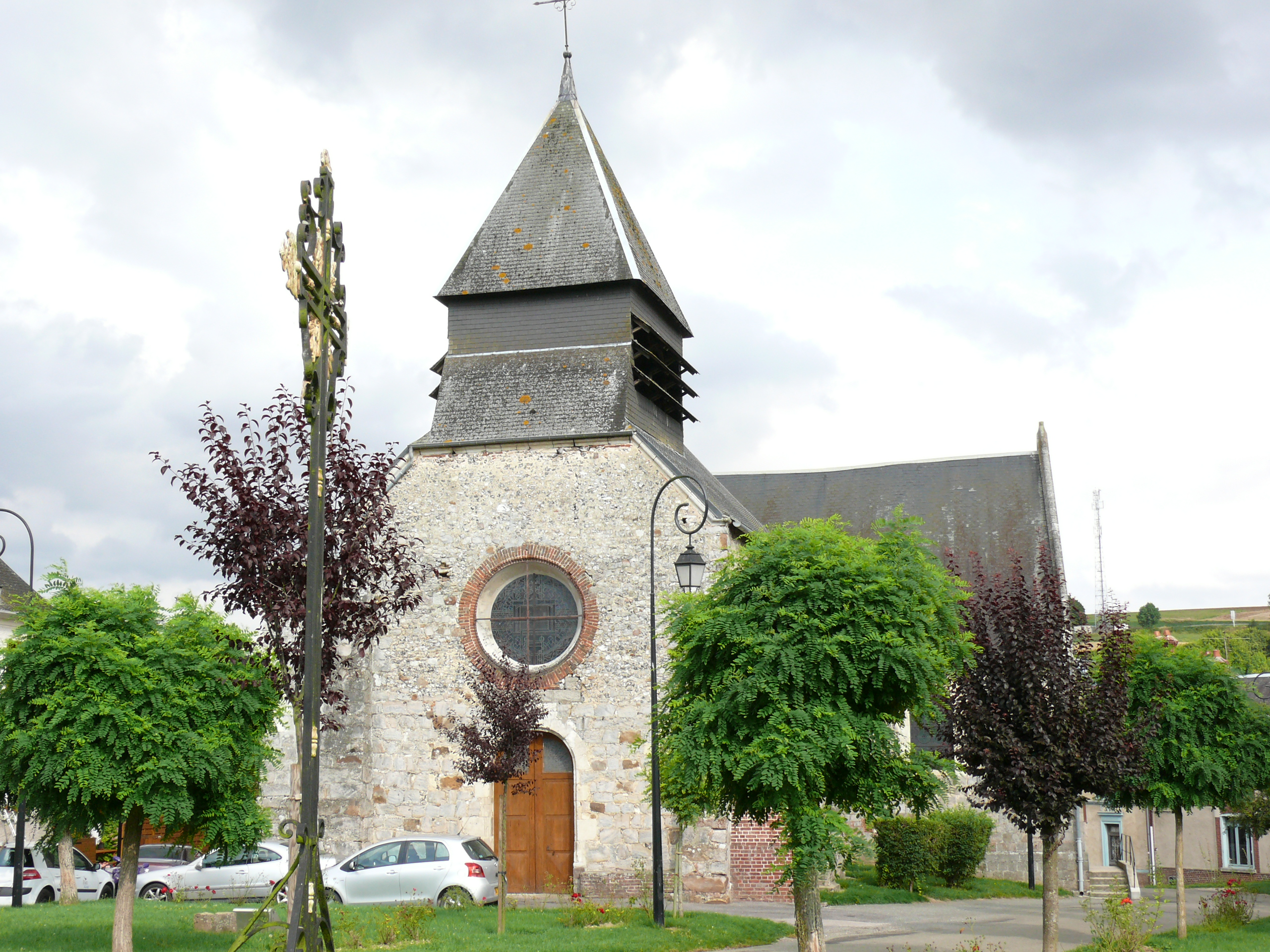
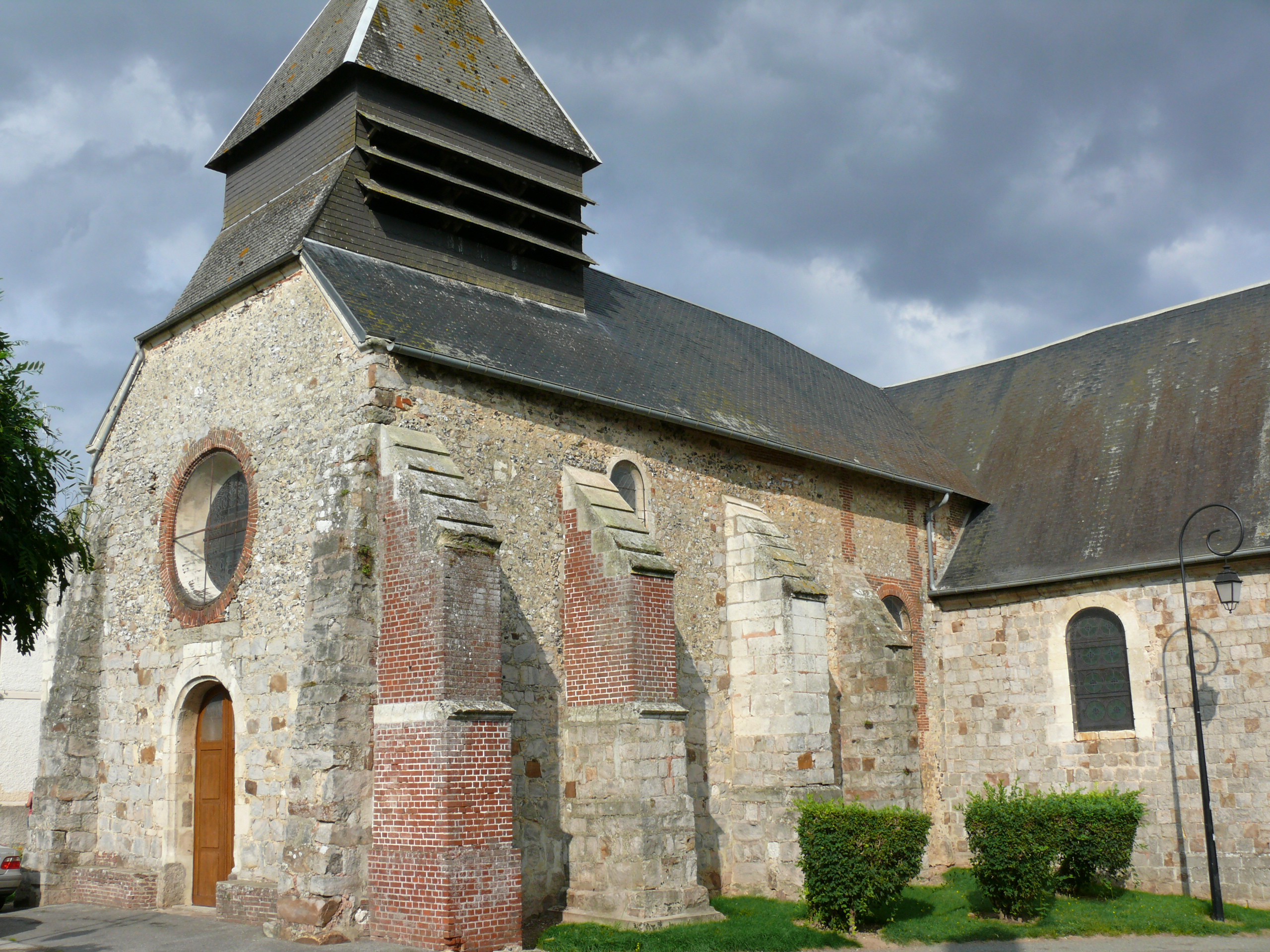
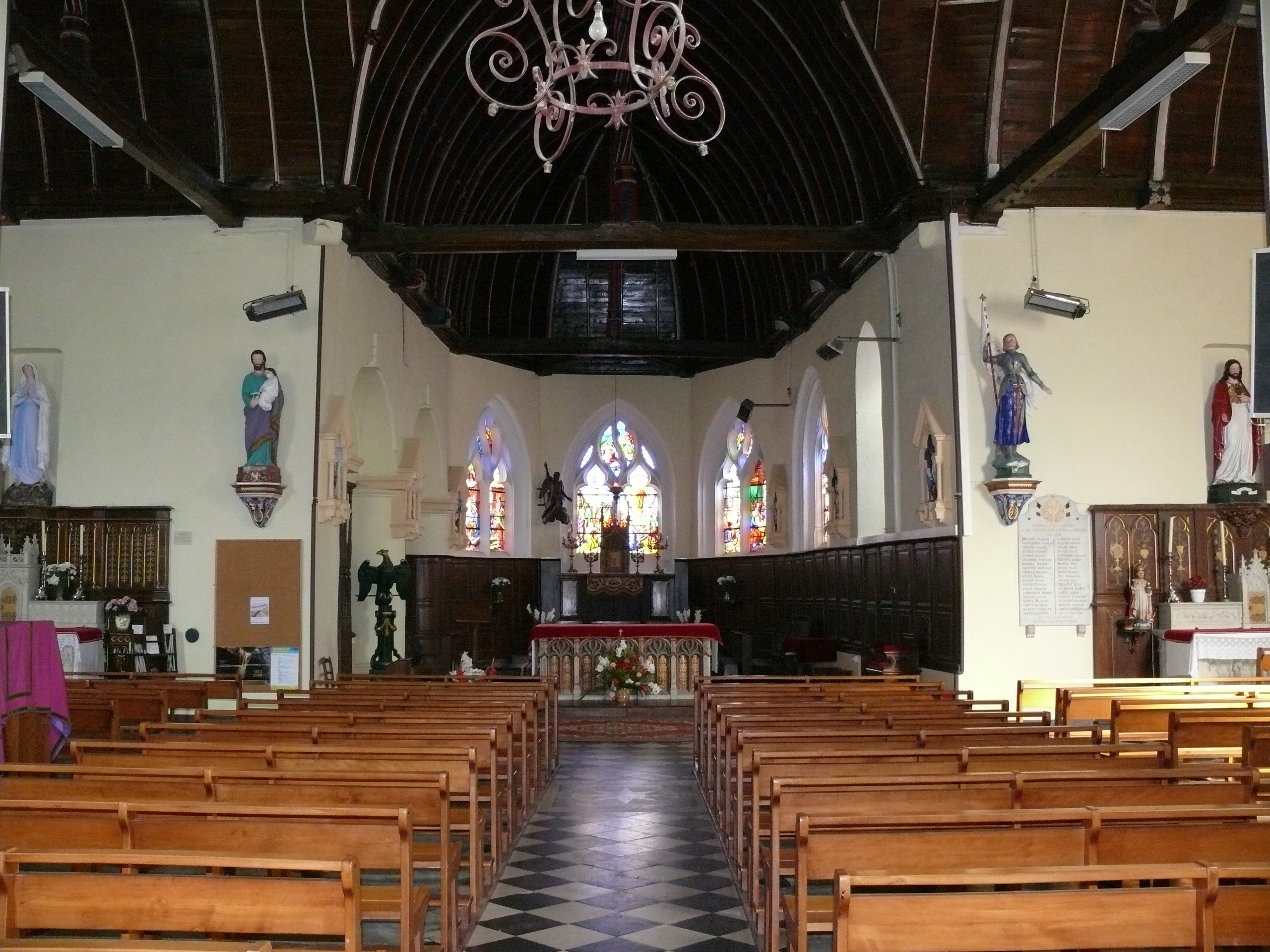
La nef
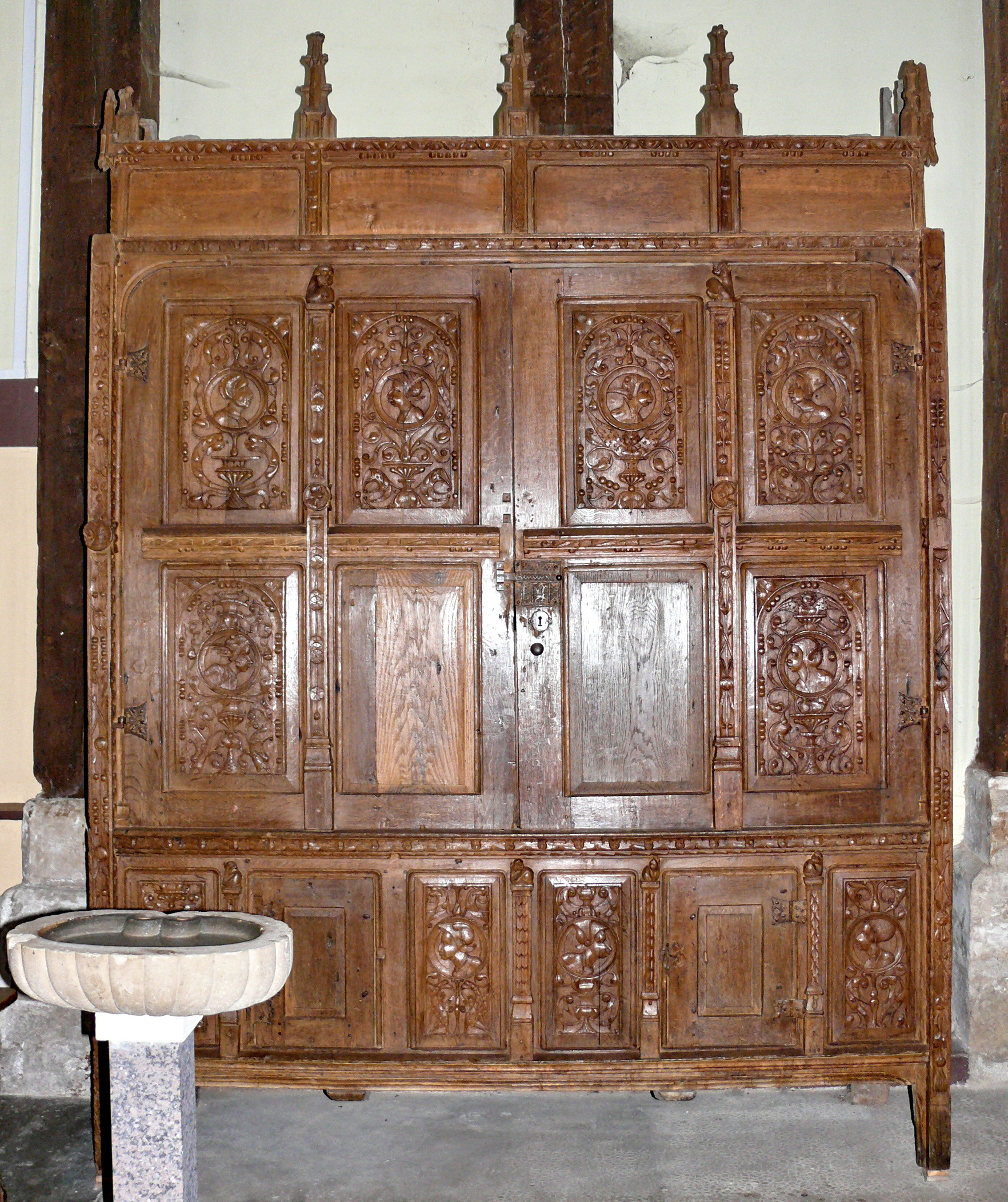
L'armoire sculptée.
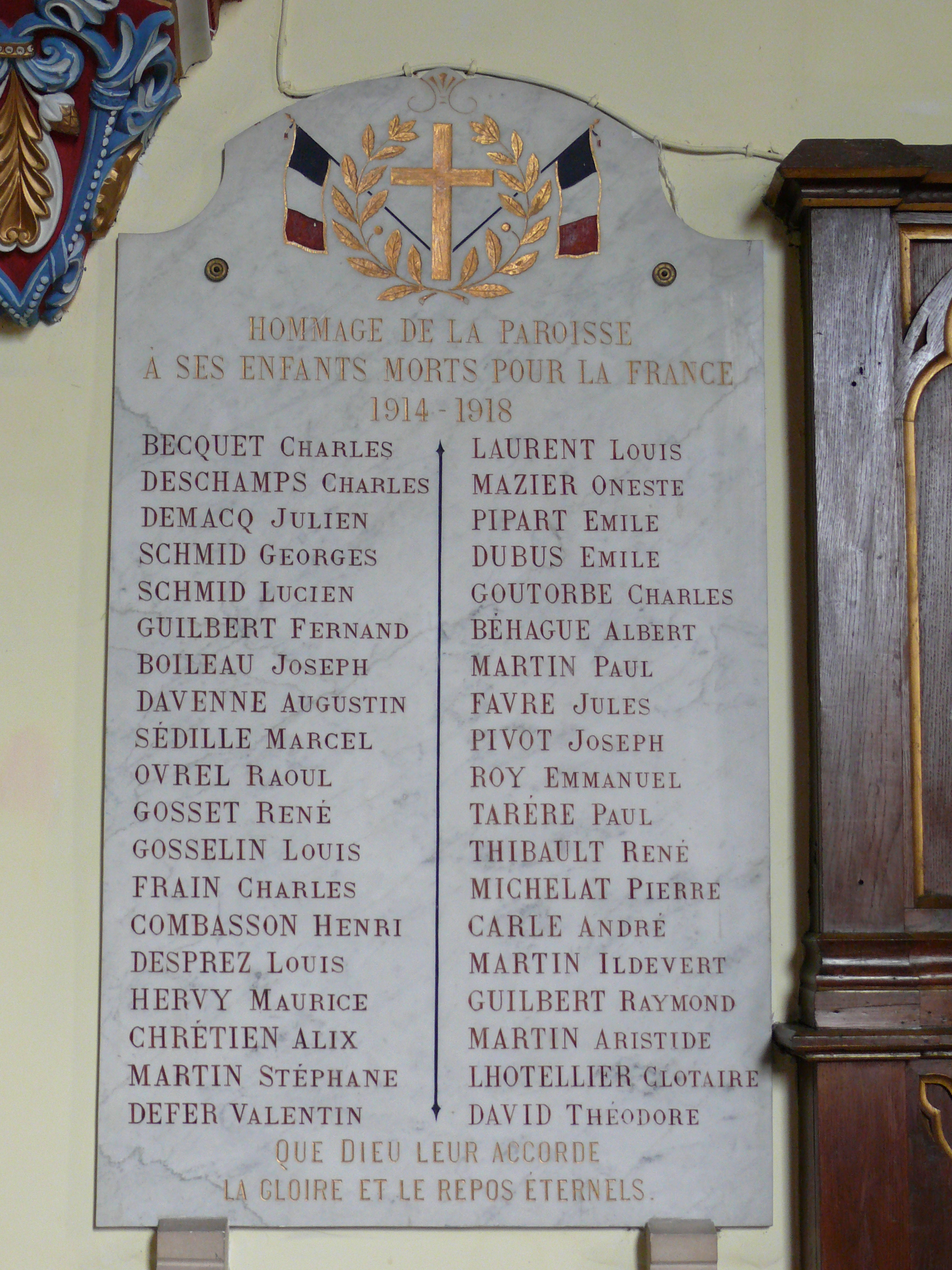
Le monument aux morts de la paroisse.

- La halle en bois, du XVIe siècle, abrite l'Office de tourisme de la Picardie verte et ses vallées.

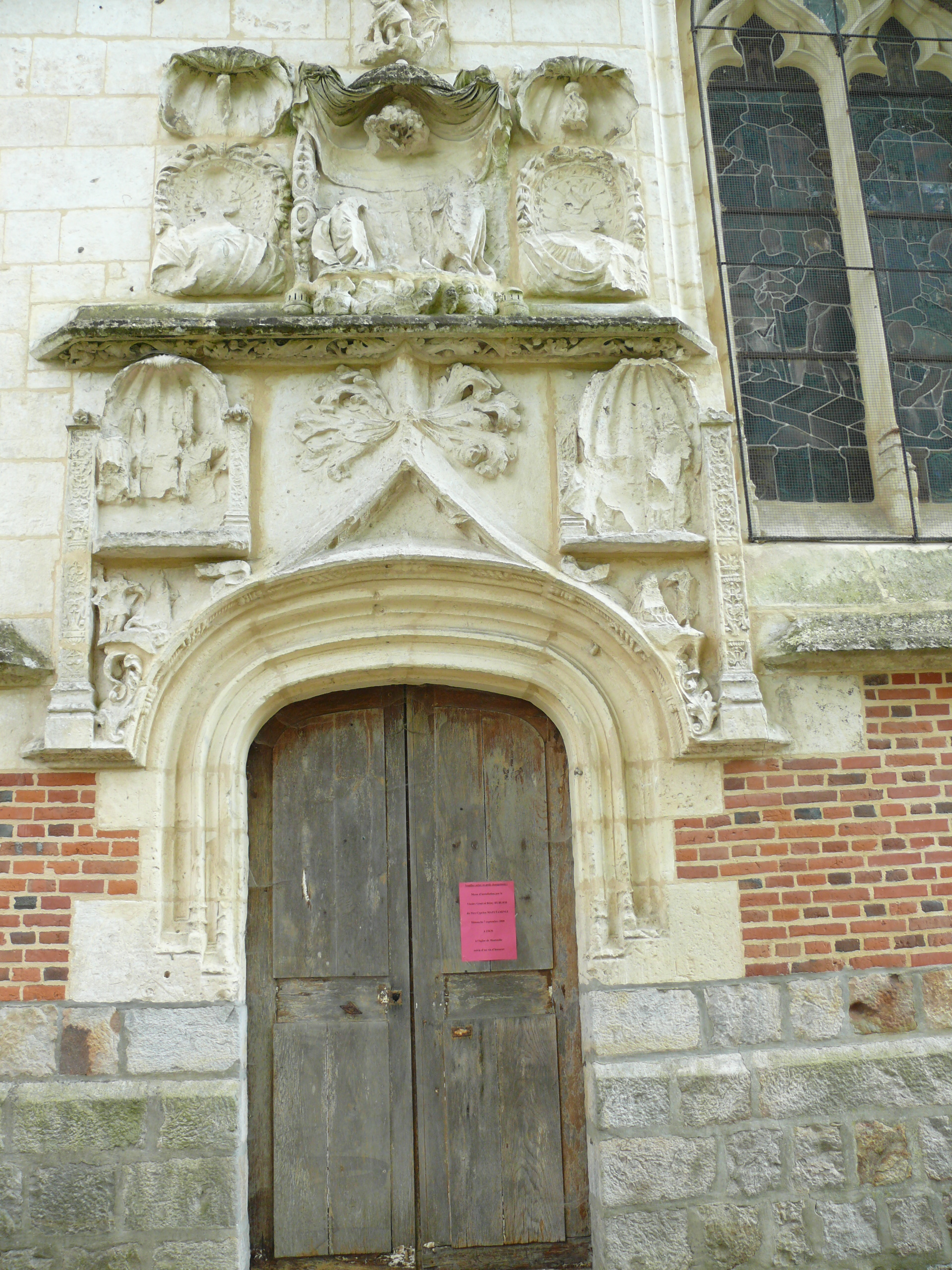
Portail sculpté.

- La chapelle des Saintes-Hosties, construite en pierre et brique près de l'église.

Pendant les fêtes de Noël 1532, un ciboire en argent doré est volé dans l'église de Marseille. Les voleurs enveloppent les hosties dans un paquet qu'ils abandonnèrent dans un buisson tout proche, après y avoir posé un caillou. Les hosties sont découvertes quelques jours plus tard, le 1er janvier 1533. Une croix entourée d'un buisson épineux est construite à cet endroit. Le bruit courut que ce lieu, devenu saint, avait le pouvoir miraculeux de guérir diverses maladies. Les malades affluent, dont certains se retrouvent guéris. Grâce aux dons récoltés, une chapelle est rapidement bâtie. Elle est l'objet d'un pèlerinage annuel le 2 janvier.

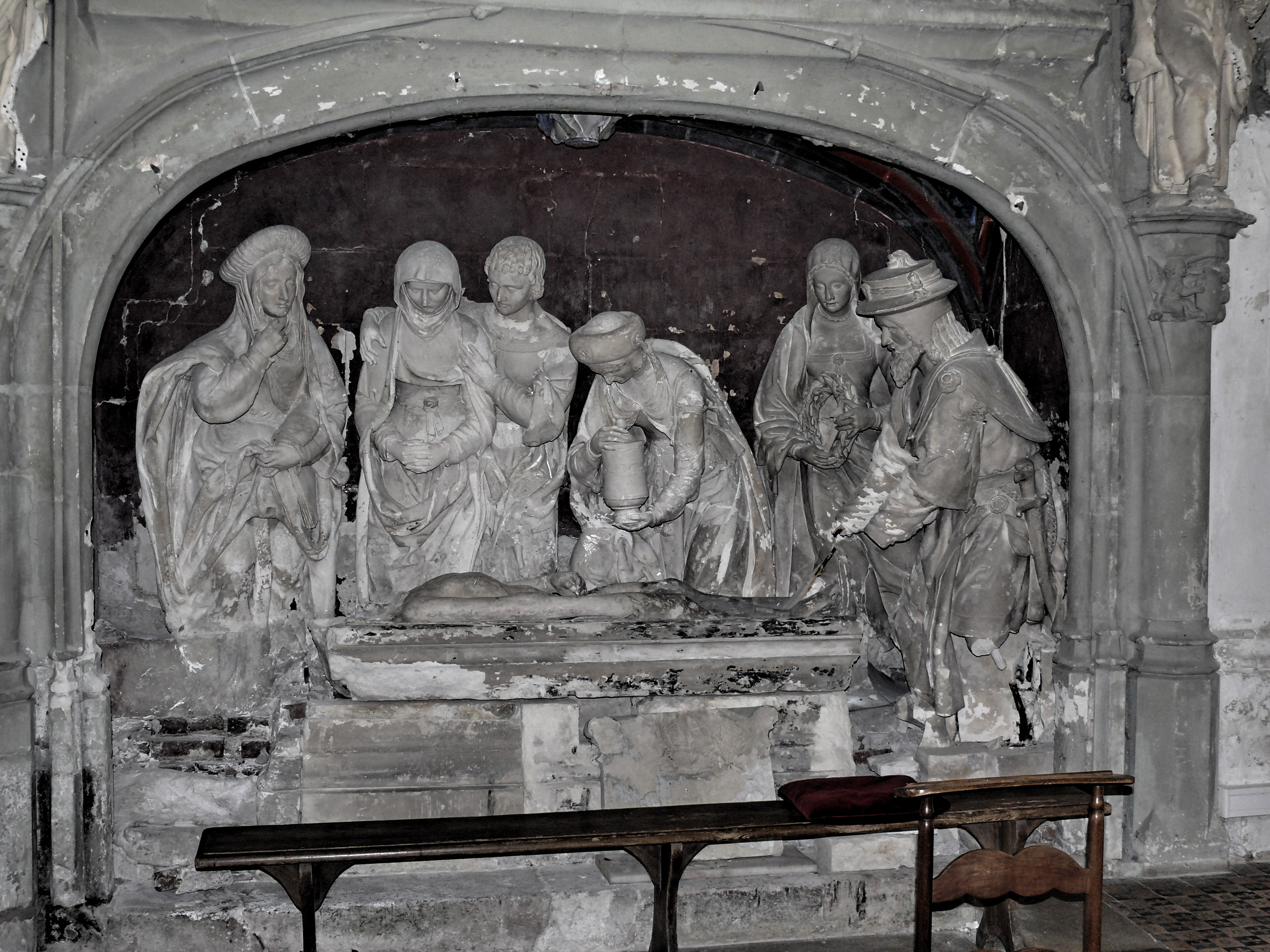
La mise au tombeau.

Une Mise au tombeau, représentation en pierre de la mise au tombeau du Christ, est réalisée, sans doute dans la seconde moitié du XVIe siècle. La sculpture se compose des huit personnages habituels : Nicodème, Joseph d'Arimathie, Marie de Magdala, la Vierge, saint Jean, deux saintes femmes et le Christ. La chapelle et, en particulier, la mise au tombeau, sont très endommagée lors de la Révolution française ; le caillou déposé par les voleurs, qui avait été conservé dans une petite niche grillagée sous le sépulcre, est volé à son tour en 1793. Des travaux de restauration sont effectués en 1880.
En mai et juin 1940, Marseille reçut 480 bombes ; la chapelle perd ses vitraux et sa toiture, et la maçonnerie est sérieusement ébranlée. Avec les fonds collectés à partir de 1946, le plafond est refait en plaques de plâtre ; de nouveaux vitraux réalisés par M. Degouy, maître verrier à Beauvais, sont posés en 1949, reproduisant les vitraux réalisés en 1899, dont un subsiste, au-dessus dusépulchre. Les pèlerinages annuels reprennent, mais à la Fête-Dieu. La chapelle est restaurée en 2000 et la mise au tombeau a été remise à neuf.
Les verrières de la chapelle retracent l'histoire de la chapelle : le vol du ciboire, le curé recueillant à l'aide d'une patène les hosties consacrées, la croix plantée au même endroit, la guérison de Jacques Sauvage, prêtre à Crèvecœur-le-Petit, celle du seigneur d'Achy, celle d'un joueur de viole aveugle, qui revint par la suite chaque année en pèlerinage jouer de son instrument,,,
- Vestiges de fortifications détruites sous la Ligue.
- Jardins du château (construit en 1680 et détruit en 1980), aménagés au XVIIe et au XIXe siècle par Delaville[59].
- Ancien moulin de Taussac, dont le bief a été comblé en 2019 afin de rétablir la continuité écologique de la rivière[60].

- Anciens lavoirs, rue des Chauffours, rue Ferdinand-Buisson et rue du Moulin.
- L'ancienne maison Bléry, de 1859, qui était une maison de retraite jusqu'en 2024.
- Ancien moulin de Toutevoye, 2 rue du Moulin / 1 rue Philéas Lebesgue, sur le Petit-Thérain, qui était au XVIIIe siècle le moulin banal à blé de la seigneurie. Il est reconstruit au début du XIXe siècle selon le système de la mouture à l'anglaise par la famille Camusat de Thory, et comprend alors le moulin en brique, à quatre travées et à deux étages.
Dans les dernières années du XIXe siècle, racheté par M. Brand, fromager suisse, il est transformé en 1908 en fromagerie industrielle, et agrandi d'un grand hâloir destiné au séchage des fromages. Le moulin est aménagé pour produiire de l'électricité, d'abord pour la fromagerie, puis pour les besoins du bourg.
Le groupe Charles Gervais rachète l'installation en 1924 et ferme la fromagerie au profit de la maison-mère de Ferrières-en-Bray. La production électrique se poursuit avec la création de l´Union Électrique Rurale, concessionnaire du syndicat intercommunal d´électrification, et les bâtiments vendus en 1929 à la société d´optique et de lunetterie de l´Oise, dont l'activité cesse en 1933.
Vers 1955, le site est réutilisé par l'entreprise de bobinage électrique Henno puis vers 1985 par Daveaux, dans le même domaine industriel
Au tournant du XXIe siècle, les ateliers de 1910 sont démontés et remplacés par une nouvelle construction à usage de logement et de bureaux. Les installations énergétiques (roue hydraulique verticale, puis turbine, engrenage) sont alors déposées[61].
- Ancien hôtel de l'Épée, 68-70 rue du Maréchal-Leclerc, mentionné au XVIIe siècle sous le nom d'hôtel de l'Épée d'Or, le bâtiment est reconstruit durant la seconde moitié du XVIIIe siècle. En 1779, il est décrit comme étant couvert de tuiles, avec à l'arrière, les granges, les écuries et un colombier. L'édifice est transformé en 1867 par la bonneterie Boileau, qui y transfère ses ateliers jusqu'à leur fermeture en 1970, et une partie des bâtiments a été convertie en logements[25].
- Circuit de promenade aménagé par l'intercommunalité, le « sentier de la Vallée Bailly » vers Fontaine-Lavaganne et Rothois, long de 9 kilomètres[62].

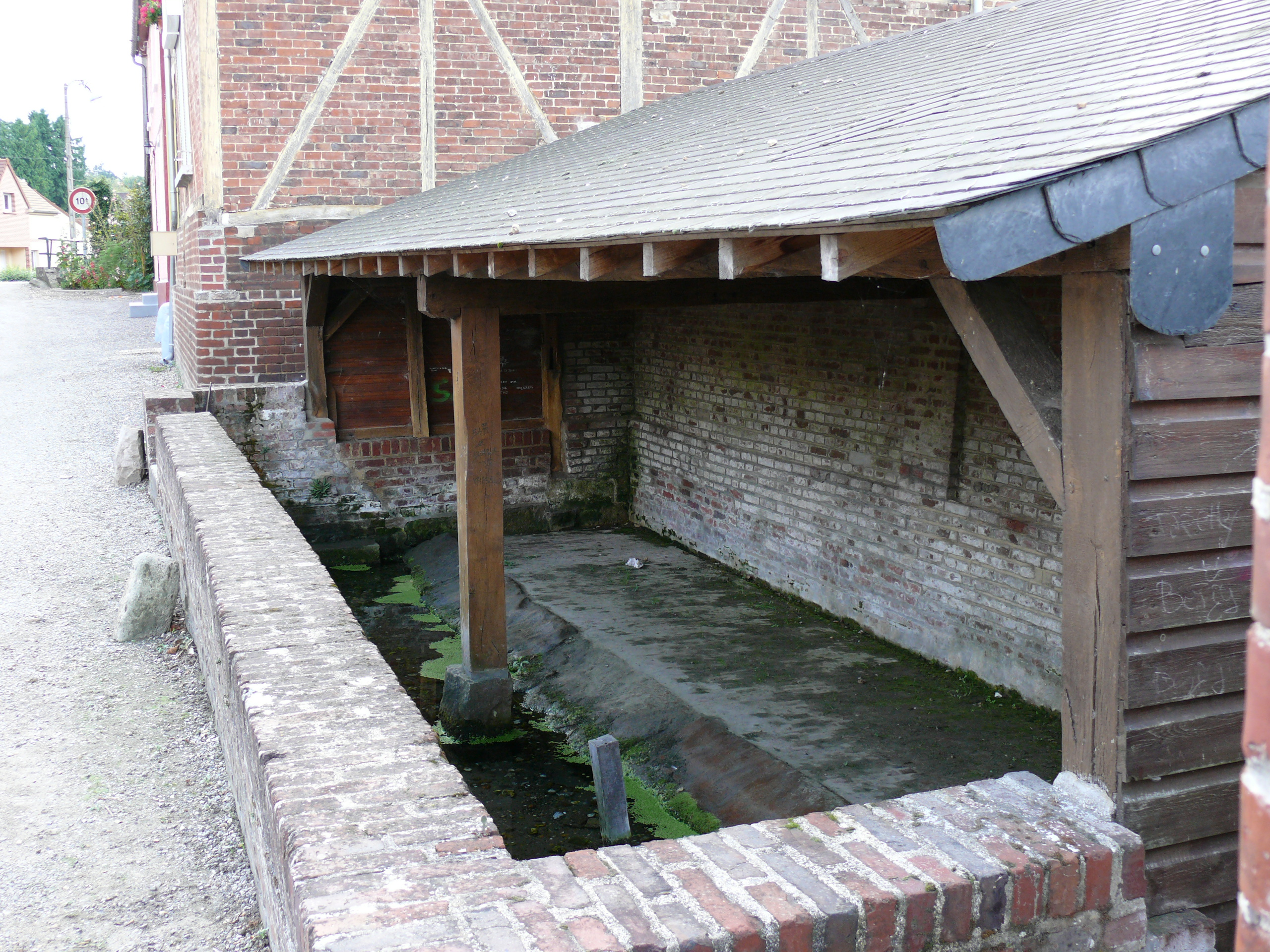
Le lavoir.

### Personnalités liées à la commune
- Charles Ramelet (1805-1851), artiste peintre et lithographe français, y est né.

## Héraldique
| Blason de Marseille-en-Beauvaisis | Blason  | Tiercé en pairle renversé: au 1er d'azur à trois lionceaux d'argent, au 2e d'or à la tête de cheval de tenné, bridée de gueules, au 3e de gueules au calice d'or accompagné de trois besants d'argent mal ordonnés; le tout enfermé dans une bordure crénelée de sinople. |
| Blason de Marseille-en-Beauvaisis | Détails | Adopté le 26 mai 2025. Auteur(s)J-F. Binon |

## Pour approfondir